# فيلما ديجيشر
فيلما ديجيشر (بالألمانية: Vilma Degischer) (و. 1911 – 1992 م) هي ممثلة مسرحية، وممثلة أفلام نمساوية، ولدت في فيينا، توفيت في بادن (النمسا السفلى)، عن عمر يناهز 81 عاماً.

## جوائز
حصلت على جوائز منها:
- ميدالية كاينز  [لغات أخرى]‏.

## وصلات خارجية
- مقالات تستعمل روابط فنية بلا صلة مع ويكي بيانات